# Nguyễn Hải Yến (chỉ huy âm nhạc)
Nguyễn Hải Yến (sinh năm 1988) là nghệ sĩ, nhà giáo dục âm nhạc và chỉ huy hợp xướng người Việt Nam. Cô được biết đến là người tiên phong trong việc phát triển nghệ thuật hợp xướng cộng đồng tại Việt Nam, với vai trò sáng lập dàn hợp xướng người cao tuổi đầu tiên của Việt Nam và chỉ huy nhiều dự án hợp xướng quan trọng. Cô được đánh giá là một trong những chỉ huy hợp xướng tiêu biểu của thế hệ trẻ Việt Nam, có đóng góp quan trọng trong việc phát triển và phổ biến nghệ thuật hợp xướng tại Việt Nam.

## Tiểu sử
Nguyễn Hải Yến sinh năm 1988 tại Quảng Ninh, là một nghệ sĩ, nhà giáo dục âm nhạc và chỉ huy hợp xướng nổi tiếng của Việt Nam. Từ một cô bé nhút nhát, ít giao tiếp, cô bắt đầu con đường âm nhạc từ lớp 1 tại Cung thiếu nhi tỉnh Quảng Ninh. Sau khi tốt nghiệp loại giỏi Trung cấp Âm nhạc chuyên ngành Keyboard (2004), cô tiếp tục theo học và đỗ thủ khoa ngành Chỉ huy Giao hưởng tại Học viện Âm nhạc Quốc gia Việt Nam. Năm 2012, cô hoàn thành chương trình Thạc sĩ cùng chuyên ngành.
Sự nghiệp của Nguyễn Hải Yến gắn liền với nhiều dự án âm nhạc cộng đồng quan trọng. Cô từng giữ chức Phó Giám đốc Nghệ thuật tại Trung tâm Nghệ thuật Sol Art (2017-2019), sáng lập dàn hợp xướng người cao tuổi đầu tiên của Việt Nam - Hợp xướng Tuổi vàng (2017), và là Chỉ huy chính Hợp xướng Gió Xanh (2019). Với tài năng và đóng góp của mình, cô được mệnh danh là "cô phù thủy của dàn hợp xướng".

## Sự nghiệp
Nguyễn Hải Yến bắt đầu sự nghiệp chuyên nghiệp sau khi tốt nghiệp Thạc sĩ chuyên ngành Chỉ huy Giao hưởng tại Học viện Âm nhạc Quốc gia Việt Nam năm 2012. Bước ngoặt quan trọng trong sự nghiệp của cô đến khi được làm việc cùng nghệ sĩ Đặng Châu Anh tại Tổ chức Giáo dục Nghệ thuật Việt Nam Sol Art, nơi cô phát triển niềm đam mê với nghệ thuật hợp xướng và giáo dục âm nhạc. Tại đây có đóng vai trò dàn dựng, chỉ huy hợp xướng chohiều chương trình có ý nghĩa với cộng đồng như: Nối vòng tay lớn, Cuộc sống tươi đẹp, Cảm ơn cuộc đời, Giờ trái đất, Liên hoan thiếu nhi ASEAN, Việc tử tế, Hát cùng những niềm vui,...; và các chương trình kỷ niệm mối quan hệ hợp tác giữa Việt Nam và các nước như Hàn Quốc, Singapore, Đan Mạch, Thụy Điển, Mỹ,...
Từ năm 2011, cô liên tục gặt hái thành công tại các Liên hoan Hợp xướng trong và ngoài nước với những giải thưởng đáng chú ý:
- Huy chương Bạc tại Liên hoan Hợp xướng Quốc tế Hội An (2011)
- Huy chương Vàng tại Liên hoan Hợp xướng Quốc tế Johannes Brahms tại CHLB Đức (2011,[2] 2013)
- Giải Trình diễn ấn tượng và Giải Đặc biệt do công chúng bình chọn tại Liên hoan Hợp xướng Johannes Brahms (2011, 2013)[1]

Giai đoạn 2017-2019, với vai trò Phó Giám đốc Nghệ thuật tại Trung tâm Nghệ thuật Sol Art, cô đã thực hiện nhiều dự án âm nhạc có ý nghĩa xã hội sâu sắc. Năm 2017, cô sáng lập dàn Hợp xướng Tuổi vàng - dàn hợp xướng người cao tuổi đầu tiên của Việt Nam, mở ra một hướng đi mới trong việc phát triển nghệ thuật hợp xướng cho các đối tượng đặc thù trong xã hội.
Năm 2019 cô tham gia huấn luyện cho nhạc kịch Matilda và Không gia đình cho các em học sinh tại Hà Nội.
Năm 2019 đánh dấu một bước tiến quan trọng khi cô đảm nhận vai trò Chỉ huy chính của Hợp xướng Đa dạng - một dự án âm nhạc cộng đồng phi lợi nhuận đầu tiên của Việt Nam do Viện Nghiên cứu Xã hội, Kinh tế và Môi trường iSEE khởi xướng. Dưới sự chỉ huy của cô, dàn hợp xướng quy tụ 70 thành viên đa dạng về độ tuổi (từ 7-74 tuổi) và xuất thân, bao gồm cả những người đến từ các nhóm yếu thế trong xã hội.
Năm 2019, cô tiếp tục sáng lập và chỉ huy Hợp xướng Gió Xanh, một dàn hợp xướng cộng đồng với hơn 200 thành viên từ 6 đến 85 tuổi. Dàn hợp xướng này không chỉ là nơi kết nối những người yêu âm nhạc mà còn là một dự án phi lợi nhuận, mang âm nhạc đến với các nhóm yếu thế trong xã hội, như trẻ em tại các trung tâm bảo trợ xã hội.
Dưới sự dẫn dắt của Nguyễn Hải Yến, Hợp xướng Gió Xanh đã tổ chức nhiều buổi hòa nhạc lớn, như "Giáng sinh Xanh" (2020), "Hộ chiếu Xanh" (2022), và "Vòng tròn màu xanh" (2023), Việt Nam thương mến – Loving Vietnam (2024). Các chương trình này không chỉ mang đến những trải nghiệm âm nhạc chất lượng cao mà còn lan tỏa thông điệp về tình yêu thương, sự đoàn kết và niềm tin vào những điều tốt đẹp trong cuộc sống.
Cuối năm 2021, một dự án opera mới mang tên "Công nữ Anio" đã được ra mắt để chào mừng kỷ niệm 50 năm thiết lập quan hệ ngoại giao giữa Nhật Bản và Việt Nam. Dự án này được khởi xướng nhằm thúc đẩy giao lưu và hữu nghị giữa hai nước thông qua âm nhạc và được biểu diễn tại Nhà hát Lớn Hà Nội vào tháng 9 năm 2023. Cô được mời làm trợ lý chỉ huy, đóng góp thành công cho vở opera này.
Năm 2022, cô là chỉ huy dàn nhạc của chương trình Lễ khai mạc Lễ hội Thiết kế Sáng tạo Hà Nội 2022 tại tượng đài Lý Thái Tổ, thành phố Hà Nội
Ngày 22/12/2023, tại Hoàng thành Thăng Long, Dàn nhạc giao hưởng Việt Nam tổ chức trình diễn hoà nhạc với chủ đề "Hợp tấu Việt - Nhật, ngân vang thế giới" nhân dịp Kỷ niệm 50 năm thiết lập quan hệ ngoại giao Việt Nam – Nhật Bản. Cô đóng vai trò trợ lý chỉ huy và chỉ huy hợp xướng của Dàn nhạc Giao hưởng Việt Nam để trình diễn Bản giao hưởng số 9 của Beethoven tại Hoàng Thành Thăng Long.
Năm 2025, Nguyễn Hải Yến chuyển soạn ca khúc "Năm qua đã làm gì" của nhac sĩ Bùi Công Nam cho hợp xướng và thực hiện MV ghi hình tại Hoàng thành Thăng Long. MV đã được lan truyền rộng rãi trên các nền tảng truyền thông 
Nguyễn Hải Yến được mời làm trợ lý chỉ huy của nhạc trưởng Honna Tetsuji cho Dàn nhạc giao hưởng Việt Nam trong các mùa diễn 2023-2024, 2024-2025 , 2025-2026,
Hiện Hải Yến là Chủ nhiệm bộ môn Harmony Road tại trường Erato School of Music & Performing Arts Hà Nội.

## Giải thưởng và thành tích
- Bằng khen của Bộ trưởng Bộ Văn hóa-Thể thao-Du lịch cho thành tích tại Liên hoan Hợp xướng quốc tế Johannes Brahms tại Wernigerode, CHLB Đức năm 2011

| Tên giải thưởng                                                       | Năm  | Kết quả                                         |        |
| --------------------------------------------------------------------- | ---- | ----------------------------------------------- | ------ |
| Cuộc thi Yamaha Keyboard các tỉnh phía Bắc Việt Nam                   | 2000 | Giải Nhất                                       |        |
| Liên hoan Hợp xướng quốc tế Hội An, Việt Nam                          | 2011 | Huy chương Bạc                                  | [ 16 ] |
| Liên hoan Hợp xướng quốc tế Johannes Brahms tại Wernigerode, CHLB Đức | 2011 | Huy chương Vàng                                 | [ 17 ] |
| Liên hoan Hợp xướng quốc tế Johannes Brahms tại Wernigerode, CHLB Đức | 2011 | Giải Trình diễn ấn tượng                        | [ 18 ] |
| Liên hoan Hợp xướng quốc tế Johannes Brahms tại Wernigerode, CHLB Đức | 2011 | Giải Đặc biệt do công chúng bình chọn           | [ 2 ]  |
| Liên hoan Hợp xướng quốc tế Johannes Brahms tại Wernigerode, CHLB Đức | 2013 | Huy chương Vàng                                 | [ 19 ] |
| Liên hoan Hợp xướng quốc tế Johannes Brahms tại Wernigerode, CHLB Đức | 2013 | Giải Đặc biệt Yêu thích do công chúng bình chọn |        |

## Quan điểm sống và làm việc
Khi phỏng vấn trong chương trình "Lời tự sự" của VTV3, Nguyễn Hải Yến tự nhận mình không phải là một nghệ sĩ theo nghĩa truyền thống, mà là một giáo viên âm nhạc. Công việc chính của cô là giảng dạy âm nhạc, từ trẻ em mầm non đến các hoạt động âm nhạc cộng đồng. Cô giải thích rằng công việc của một chỉ huy là tạo sự thống nhất giữa các nghệ sĩ, giúp họ hòa quyện cảm xúc và nhịp điệu để tạo nên một màn trình diễn đồng nhất. Cô nhấn mạnh tinh thần "phụng sự" trong công việc, từ giảng dạy đến các hoạt động âm nhạc cộng đồng. Cô cảm thấy hạnh phúc và ý nghĩa khi có thể chia sẻ âm nhạc và kết nối mọi người. Cô không đặt nặng việc tạo dựng hình ảnh cá nhân mà để mọi người tự cảm nhận về mình qua những gì cô làm.

## Tầm nhìn và sứ mệnh
Nguyễn Hải Yến luôn tâm niệm rằng, sứ mệnh của nghệ thuật nói chung và âm nhạc nói riêng là vì con người. Cuộc sống càng nhiều khó khăn, con người càng nhiều cô đơn, nhiều nỗi buồn, thì âm nhạc lại càng phải ở đó để xoa dịu những nỗi đau, để thấu hiểu và đồng cảm, để động viên và nâng đỡ. Âm nhạc cũng phải khiến cho người ta cảm nhận được vẻ đẹp của cuộc sống, của tình yêu thương. Cô không ngừng nỗ lực để đưa nghệ thuật hợp xướng đến gần hơn với cộng đồng, đặc biệt là những người yếu thế. Với cô, hợp xướng không chỉ là một loại hình nghệ thuật mà còn là công cụ để xây dựng một xã hội nhân văn, bình đẳng và tốt đẹp hơn.
Nguyễn Hải Yến được mệnh danh là "cô phù thủy của dàn hợp xướng" nhờ khả năng truyền cảm hứng và kết nối mọi người thông qua âm nhạc. Những đóng góp của cô không chỉ làm giàu thêm nền âm nhạc Việt Nam mà còn để lại dấu ấn sâu sắc trong lòng công chúng.

## Sở thích cá nhân
Hải Yến yêu thích các món bún truyền thống của Hà Nội như bún chả, bún thang, bún riêu. Cô tự nhận mình không giỏi nấu ăn nhưng luôn được con gái khen ngợi, điều này khiến cô cảm thấy tự tin hơn trong việc nấu nướng.
Cô yêu thích nữ chỉ huy người Nhật Bản Tomomi Nishimoto

## Đóng góp và ảnh hưởng
Song song với vai trò chỉ huy, Nguyễn Hải Yến còn tích cực tham gia giảng dạy thanh nhạc và đào tạo các dàn hợp xướng thiếu nhi. Cô được đánh giá cao về khả năng kết nối, truyền cảm hứng và phát triển tài năng âm nhạc cho các thế hệ trẻ. Các dự án âm nhạc dưới sự dẫn dắt của cô không chỉ hướng đến mục tiêu nghệ thuật thuần túy mà còn mang những thông điệp nhân văn sâu sắc, góp phần xây dựng một xã hội bình đẳng và tốt đẹp hơn.